# Accademia di belle arti Bezalel

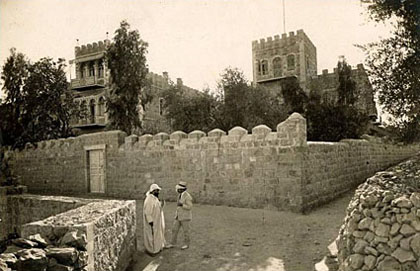
Lo storico edificio dell'Accademia, fotografato nel 1913.

L'Accademia delle belle arti di Gerusalemme (in ebraico בצלאל, אקדמיה לאמנות ועיצוב‎?; in inglese Bezalel Academy of Arts and Design) è una scuola superiore gerosolimitana per la formazione artistica, intitolata al personaggio biblico "Bezalel, figlio di Uri" (בְּצַלְאֵל בֶּן־אוּרִי).

## Storia
L'istituto fu fondato nel 1906 dal professore ebreo-lituano Boris Schatz (già tra i fondatori della "Reale accademia d'arte di Sofia"), come centro giudaico-orientale per lo sviluppo delle arti applicate e dell'artigianato in Palestina. Theodor Herzl e i primi sionisti furono tra i fautori di uno stile d'arte nazionale che includesse tradizioni ebraico-orientali ed europee. I maestri della "Bezalel" svilupparono quindi una distinta maniera d'arte, conosciuta come scuola di Bezalel, che si occupò di ritrarre soggetti biblici e sionisti in uno stile influenzato dallo Jugendstil (Art Nouveau) e dall'arte tradizionale persiana e siriana. Gli artisti di questa scuola miscelarono «vari filoni di ambientazione, tradizione e innovazione,» nei dipinti e negli oggetti di artigianato che richiamassero «temi biblici, design islamico e tradizioni europee», provando quindi a «ritagliarsi uno stile distintivo per l'arte ebraica» della nuova nazione che s'intendeva realizzare nell'antica patria ebraica.